# New Mexico State Route 1
Die New Mexico State Route 1 (kurz NM 1) ist eine State Route im US-Bundesstaat New Mexico, die in Nord-Süd-Richtung verläuft.
Die State Route beginnt am U.S. Highway 85 nahe Socorro und endet nach 98 Kilometern an der Interstate 25 in Mitchell Point nördlich von Truth or Consequences.

## Verlauf
Ab Socorro verläuft die NM 1 parallel zur Interstate 25 in Richtung Süden. Dabei passiert sie im Westen den Socorro Municipal Airport und kleiner Ort wie Luis Lopez oder San Antonio. In San Antonio trifft die State Route auf den U.S. Highway 380 sowie nahe der Exit 115 der Interstate 25 auf die State Route 107. Nach 98,6 Kilometern endet die NM 1 auf Höhe der Exit 92 der I-25 am Michell Point.